# Manolis Andronikos
Manolis Andronikos (in greco: Μανώλης Ανδρόνικος; Bursa, 23 ottobre 1919 – Salonicco, 30 marzo 1992) è stato un archeologo greco.

## Biografia
La sua più grande scoperta fu il ritrovamento, l'8 novembre 1977 a Verghina, di una tomba, da lui attribuita a Filippo II di Macedonia, padre di Alessandro Magno, re di Macedonia.

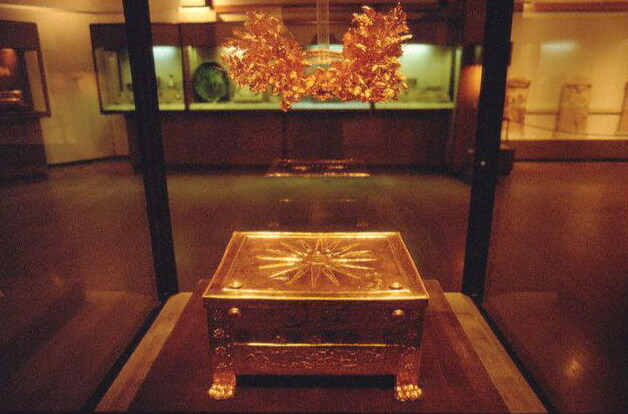
La ghirlanda e l'urna d'oro (decorato con il sole di Verghina a sedici raggi) dalla tomba attribuita a Filippo II. Ora nell'allestimento sotterraneo del Grande Tumulo di Vergina.

Nel 1992 vinse il Premio Herder.